# Сказы леса
Ска́зы ле́са — российский музыкальный ансамбль из Санкт-Петербурга. Был образован под названием «Хулиганы» и прошёл путь эволюции от хардкор-панка через психоделию и ирландский фолк, и исполняющий фолк-рок в различных направлениях.

## История
Коллектив начал своё существование под названием «Хулиганы» в 1991 году. Группа играла песни в стиле панк-рок в составе: Игорь «Гарри» Коршунов (вокал), Андрей «Фига» Кондратьев (аккордеон, вокал), Антон «Отто» Козлов (бас-гитара) и Павел «Египет» Власов (барабаны). Команда записала альбом «Грязно и громко», а 8 января 1992 года дебютировала с концертом в ДК Железнодорожников на дне рождения Элвиса Пресли. Через две недели группа впервые выступила в только что созданном клубе «TaMtAm».
Осенью 1992 года группа сменила название на «Барабасы»; звучание коллектива стало жёстче, а увлечение ребят различными психотропными веществами стимулировало интерес к экспериментам в области психоделии. Команда записала один альбом под названием «Вот о чём ты сейчас думаешь», оригинал которого, однако, был утерян во время их постоянных переездов. Позже из группы ушёл Павел Власов, организовавший собственный проект «Egypt Golden Lions», и осенью 1993 года коллектив распался. Через какое-то время участники распавшейся группы собрались под названием «NORD FOLKS», в составе с Эдуардом Старковым (гусли) и Павлом Лабутиным (виолончель), параллельно выступающими и записывающимися со своей группой «Химера».
В 1996 году группа взяла себе название «Сказы леса», под которым существует до сих пор. В состав группы вошли Андрей Кондратьев, Игорь Коршунов, Александр Погорелов, Катя Фёдорова, Павел Лабутин и Эдуард Старков, сменивший гусли на гитару. Репетиционная точка коллектива «Химера» в Институте Киноаппаратуры на улице Бакунина стала местом репетиций и для группы «Сказы леса». Первый состав команды просуществовал до февраля 1997, когда Эдуард «Рэдт» Старков в состоянии депрессии покончил с собой. Александр Погорелов тоже покинул коллектив. Состав пополнился гитаристом Александром Молчановым, Павлом Власовым, распустившим свою группу «Egypt Golden Lions», и Сергеем Власовым в качестве басиста.
6 марта 1998 группа приняла участие в концерте памяти Эдуарда Старкова в клубе «Полигон», а через два дня Игорь Коршунов был убит. Со смертью ещё одного музыканта группа снова распалась. Осенью 1998 года контрабасист Василий Ломагин предложил Андрею Кондратьеву восстановить «NORD FOLKS», на что тот согласился. Через полтора года Ломагин умер от сердечного приступа.
Через месяц под названием «Сказы леса» в клубе «Молоко» группа отыграла концерт памяти Василия Ломагина в составе: Андрей «Фига» Кондратьев, Павел Власов, Катя Фёдорова и Борис «Гуря» Афанасьев (бывший барабанщик «Egypt Golden Lions»). Летом 2000 года трое участников группы (Кондратьев, Власов и Афанасьев) отправились в археологическую экспедицию в Казахстан, что снова вдохновило их на творчество. Вернувшись в Санкт-Петербург музыканты собрали очередной состав группы «Сказы леса», который в итоге неоднократно изменялся.
К 2004 году сложился новый состав «Сказы леса»: Андрей Фига, Павел Власов, Дмитрий Шихардин (экс-WELLADAY, NORD FOLKS, Добраночь) - скрипка, фиддл, Сергей Кирьянов - гитара, Владимир Молодцов (экс-LATERNA MAGICA и т. д.) - ирландская волынка, флейты, Роман Тентлер - контрабас. В 2005 году к группе присоединился перкуссионист Петр «Ягуар» Сергеев, ветеран питерской фолк-сцены, который в разное время сотрудничал с WILLY WINKKY, REELROADЪ, LATERNA MAGICA и Добраночь. С 2004 года группа активно записывается в студии и регулярно выпускает альбомы. В 2009 году в «Сказы леса» приходят барабанщик Денис «Ринго» Сладкевич (экс-«Младшие братья», «Препинаки», «Solus Rex», «S.P.O.R.T.», «Никогда не верь хиппи» , Pep-See, Volkovtrio) и бас-гитарист Александр «Накл» Наколюшкин-Бекетов. В 2012 году группу покидает перкуссионист Петр Сергеев. В 2014 году из «Сказы леса» уходят Павел Власов, Дмитрий Шихардин, Владимир Молодцов и Роман Тентлер. Группа меняет название на СКАЗЫ.  

## Участники группы
- Андрей «Фига» Кондратьев — вокал, аккордеон
- Сергей «Коротышка» Кирьянов — гитара
- Александр «Накл» Наколюшкин-Бекетов — бас-гитара
- Денис «Ринго» Сладкевич — барабаны

### Бывшие участники
- Дмитрий Шихардин — фиддл
- Владимир «Профессор» Молодцов — флейты, волынка
- Роман Тентлер — контрабас
- Павел «Египет» Власов — большой барабан, автор текстов
- Петр «Ягуар» Сергеев — перкуссия
- Игорь «Гарри» Коршунов — певец, автор песен
- Антон «Отто» Козлов — бас-гитара, скрипка
- Александр Погорелов — барабаны
- Алексей «Микшер» Калинин — барабаны
- Юрий Сухоруков — флейта
- Катя Фёдорова — перкуссия
- Василий Ломагин — контрабас
- Антон Ивкин — банджо
- Эдуард «Рэдт» Старков — гусли, гитара
- Сергей Власов — бас-гитара
- Павел Лабутин — виолончель
- Александр «Шурец» Молчанов — гитара
- Борис «Буря» Афанасьев — барабаны
- Павел Литвинов — перкуссия

## Дискография

### Хулиганы
- 1992 — «Грязно и громко»

### Сказы Леса
Концертные альбомы
- 1998 — «Битва с нечистой силой»

Студийные альбомы
- 2004 — «Ёлта-ку»
- 2005 — «О небо»
- 2007 — «Кустари»
- 2007 — «Нежитие Несвятых»
- 2010 — «Про Солнце, Про Луну, звезды и другие природные явления»
- 2010 — «Фольк-н-ролл»
- 2011 — «Децкий альбом»
- 2012 — «Несколько вещей для контрабаса с оркестром»
- 2013 — «Драмкружок»
- 2015 — «Двойник»
- 2017  — «Романтика Старой Черепушки»
- 2020  — «100000 "Я" или Ø»